# Back Off Boogaloo
Singles de Ringo Starr
It Don't Come Easy
(1971) Photograph
(1973)
Back Off Boogaloo est une chanson de Ringo Starr parue en single en 1972, il s'agit d'un des rares titres composés par l'ex-Beatle seul. La chanson a été produite par George Harrison, qui y joue également la guitare. Elle est parue avec en face B Blindman, chanson enregistrée pour le film du même nom mais non retenue.
Le single est un des grands succès de Ringo Starr : il se classe en 9e place aux États-Unis, et monte en 2e place au Royaume-Uni, marquant son meilleur score dans ce pays. Une nouvelle version, contenant de nombreuses allusions aux chansons des Beatles, a été publiée par le batteur sur son album Stop and Smell the Roses en 1981. La version d'origine a été publiée en piste bonus de l'album Goodnight Vienna lors de sa ressortie sur CD.

## Fiche technique

### Interprètes
- Ringo Starr : chant, batterie, percussions, chœurs
- George Harrison : guitare slide, guitare acoustique
- Gary Wright : piano
- Klaus Voormann : basse, saxophone
- Madeline Bell : chœurs
- Lesley Duncan : chœurs
- Jean Gilbert : chœurs